# Men of Annapolis
Men of Annapolis è una serie televisiva antologica statunitense in 46 episodi prodotta dalla ZIV Television Programs e trasmessi in syndication per la prima volta nel corso di una sola stagione dal 30 dicembre 1956 al 12 novembre 1957.

## Trama
La serie narra le vicissitudini dei cadetti guardiamarina che frequentano i corsi dell'Accademia Navale degli Stati Uniti ad Annapolis, nel Maryland.

## Produzione
Serie speculare a The West Point Story, il titolo iniziale doveva essere Annapolis Story. Presentata da Art Gilmore, venne girata in bianco e nero con la collaborazione della stessa United States Naval Academy. Dopo la prima trasmissione ebbe diverse repliche fino al 1963.
I primi 39 episodi della serie sono stati ritrovati nell'archivio della Wisconsin Center for Film a Madison in formato pellicola 16mm riversati su VHS.

## Registi
Tra i registi della serie, oltre al produttore William Castle che diresse i primi sette episodi, si segnalano Sutton Roley, Paul Guilfoyle, Eddie Davis, Jack Herzberg e Herbert L. Strock. Degli ultimi sette episodi (40-46) il regista è sconosciuto.

## Sceneggiatori
Gli sceneggiatori della serie furono venti: Gordon Gordon, Mildred Gordon, Douglas Morrow, Richard Donner, Leonard Freeman, Gene Levitt, Leonard Heideman, Fred Freiberger, Barney Slater, George Bruce, Leonard Lee, Robb White, David Chandler, Terence Maples, Jack Laird, Richard Adam, Kay Lenard, Jess Carneol, Sutton Roley (in un episodio di cui fu anche regista) e Steve Fisher.

## Episodi
| Stagione       | Episodi | Prima TV originale |
| -------------- | ------- | ------------------ |
| Prima stagione | 46      | 1956-1957          |